# Soheil Ayari

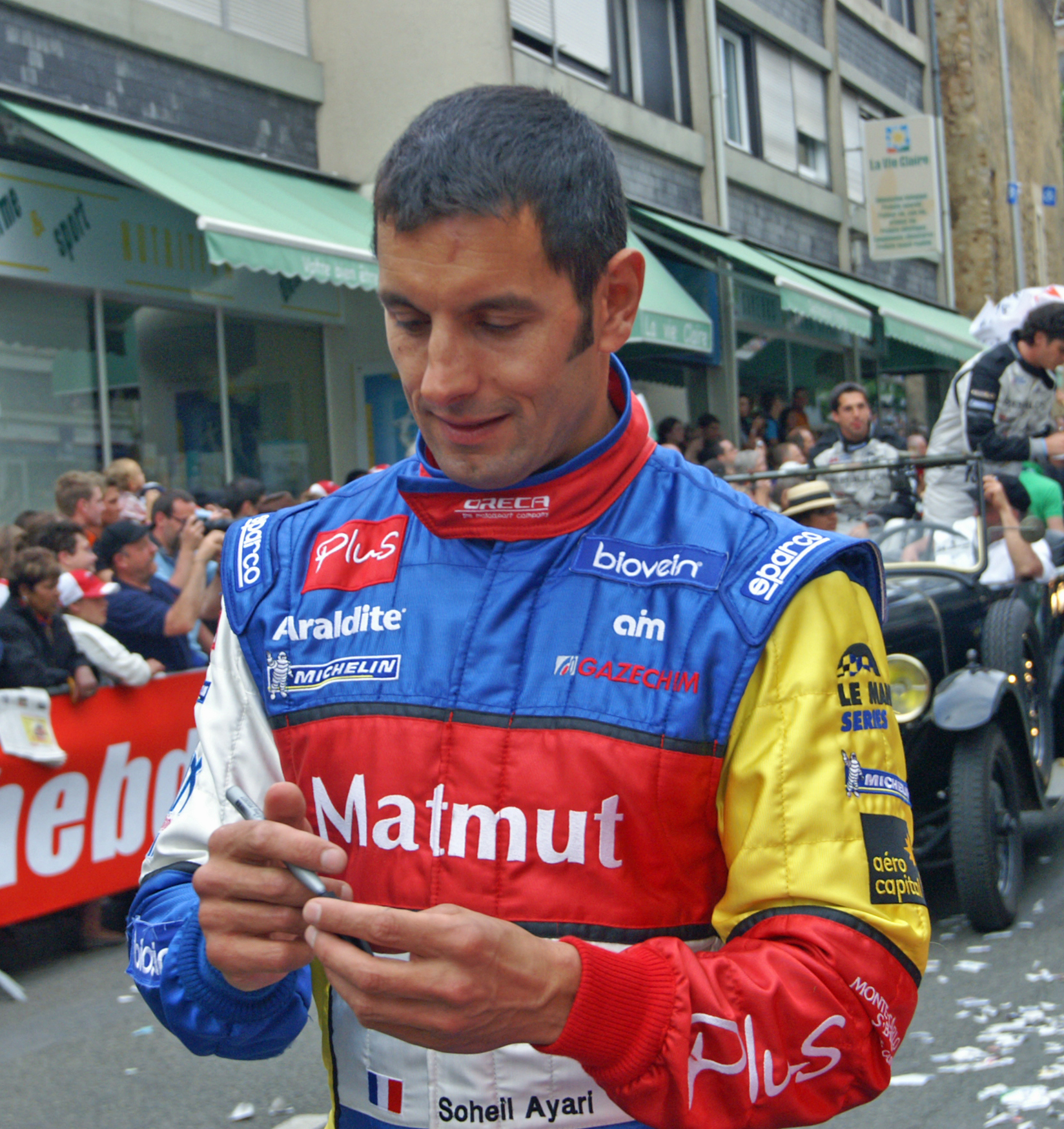
Soheil Ayari

Soheil Ayari (Aix-les-Bains, 5 mei 1970) is een Frans autocoureur.
Hij won het Formule 3-kampioenschap in 1996 en de Grand Prix van Macau in 1997. Tussen 1997 en 2000 reed hij in de Formule 3000 waarin hij enkele races won. In 2001 stapte hij over naar het Franse Supertouring-kampioenschap wat hij in zijn tweede seizoen won.
In 2004 reed hij voor Pescarolo-Judd in de Le Mans Series. Hij reed in dezelfde raceklasse vanaf 2006 voor Team Oreca.